# 霍斯特·勒夫勒
霍斯特·勒夫勒（德語：Horst Löffler，1942年3月17日—），德国男子游泳运动员。他曾代表德国联队参加1964年夏季奥林匹克运动会游泳比赛，获得男子4×100米自由泳接力银牌。